# Peta Jensen
Pour les articles homonymes, voir Jensen.
Peta Jensen, née le 24 décembre 1990 à Zephyrhills en Floride, est une actrice de films pornographiques américaine.

## Biographie
Elle a travaillé pour Brazzers et pour Blacked.

## Filmographie sélective
- 2014:
  - Alexis and Peta in A Dominatrix is Born
  - Alexis and Peta in Lewd Supervillain Victories: Bionica and Warrior Princess, Super Collectibles
  - ZZ vs DP: The Final Fuck Off (2014)
  - ZZ Courthouse 3 (2014)
  - Big Tit Fantasies 4  (2014)
  - Young and Delicious 2[4] (2014)
  - Bra Busters 6 (2014)
  - Giant Juicy Juggs 4 (2014)
  - Spin Class Ass 2 (2014)
  - Peta Jensen Big Tit Slut Nailed Hard (2014)
  - Peta Pledges Her Cleavage Allegiance (2014)
- 2015:
  - Beautiful Tits 2
  - Big Tit Creampie 32
  - Big Tit Creampie 33
  - Big Tit Creampie 36
  - Big Tits in Sports 16
  - Brazzers Awards
  - Clinic Cooch
  - Deep and Juicy with Miss Jensen
  - Flixxx: Please Come, Fuck Me
  - Heighten Her Sexual Senses
  - Housewife 1 on 1 40
  - I Love My Cheating Wife
  - I Love My Sister's Big Tits 4
  - Knockout Knockers
  - Lock and Load
  - Peta Pays Your Cock a Visit
  - Peta's Creampie Craze
  - Peta's First Creampie, She Loved It
  - Raw Cuts: Peta Jensen's Big Ripe Melons
  - Rich Brats Of Beverly Hills 1
  - Stryker
  - Sweet Peta Pie
  - Take The Condom Off 1
  - Take The Condom Off 4
  - Tits N' Tats
  - True Detective: a XXX Parody
  - Turbo Sluts
  - World War XXX
  - Young and Delicious 2
- 2016:
  - Anything He Desires
  - Anything He Desires 3
  - Bang Bros Invasion 12
  - Breast Intentions
  - Deadly Rain
  - DP Presents
  - Hardcore Heaven 3
  - Hard Workouts
  - Hot Wife
  - I Love My Mom's Big Tits 2
  - Monster Cock For Her Little Box 7
  - Orgy Masters 7
  - Our New Maid 4
  - Peta Jensen For A Day
  - Sex and Confidence
  - Thick Oiled Ass
  - Work Hard Fuck Harder
- 2017:
  - A is For Anna
  - Bang P.O.V. 6
  - Big Boob Workout
  - Finish In My Pussy
  - Giddy Up And Ride Peta Jensen
  - Lesbian Adventures: Strap-On Specialists 11
  - Peta Jensen And Alix Lynx Are Horny Dirty
  - Peta Jensen Gives Herself A Table Fucking
  - Peta Jensen in A Lingerie Strip and Toy Session
  - Peta Jensen Licks Her Girlfriend Syren De Mer
  - Peta Jensen Gets A Hot Load on Her Ass
  - Some Alone Time With Peta Jensen
- 2018:
  - Bang Bros Invasion 25
  - Daddy Please 3
  - Do You Like My Titties
  - Double Timing Wives
  - Dream Cum True
  - Crush Girls: Honey Gold
- 2019:
  - Crush Girls: Diamond Foxxx
  - Crush Girls: Kenzie Taylor
  - Crush Girls: Peta Jensen[5]
  - Dirty Masseur 14
  - I Have A Wife 50
  - My Wife's Hot Friend 48
  - Naughty Office 59
- 2020:
  - Best Of Brazzers: Nurse Appreciation Day
  - Best Of Brazzers: Peta Jensen
  - My Sister's Hot Friend 73
  - My Two Wives: Remastered
  - Naughty Office 74
- 2021:
  - American Daydreams 30797
  - Busty MILF
  - Flixxx: Our Holiday Three Way
- 2022:
  - Crowns Of Fury 2
  - Crowns Of Fury 4

### Nominations et récompenses
| Année | Cérémonie     | Résultat | Catégorie                               | Film                         |
| ----- | ------------- | -------- | --------------------------------------- | ---------------------------- |
| 2016  | AVN Award     | Nommée   | Best Boy/Girl Sex Scene                 | Bra Busters 6 (2014)         |
| 2016  | AVN Award     | Nommée   | Best Group Sex Scene                    | Orgy Masters 7 (2015)        |
| 2016  | AVN Award     | Nommée   | Best New Starlet                        | N/A                          |
| 2016  | XBIZ Award    | Nommée   | Best New Starlet                        | N/A                          |
| 2017  | AVN Award     | Nommée   | Best Girl/Girl Sex Scene                | Anything He Desires (2016)   |
| 2017  | XBIZ Award    | Nommée   | Best Actress - Parody Release           | Storm of Kings (2016)        |
| 2017  | XBIZ Award    | Nommée   | Best Sex Scene – All-Sex Release        | Take the Condom Off 1 (2015) |
| 2017  | XBIZ Award    | Nommée   | Best Sex Scene – Couples-Themed Release | Anything He Desires (2016)   |
| 2019  | PornHub Award | Nommée   | Best Chest Top Big Tits Performer       | N/A                          |